# Charles Traeger

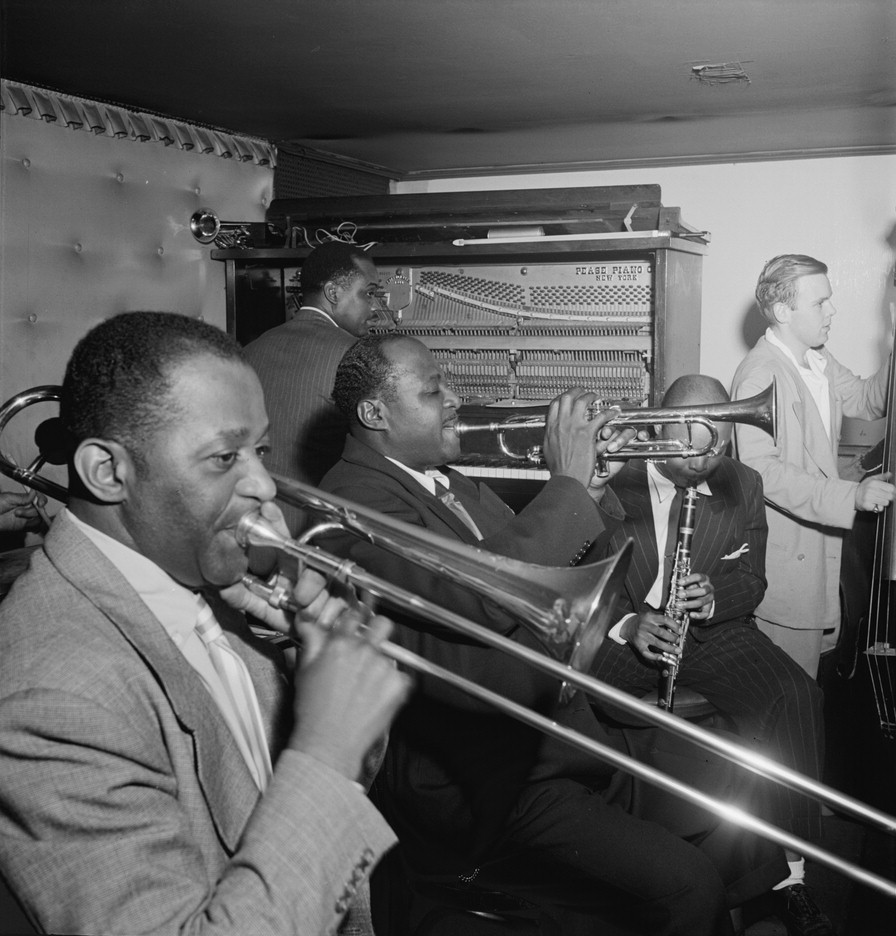
Charlie Traeger (rechts) mit Wilbur De Paris, Sammy Price, Sidney Bechet und Eddie Barefield im Jazzclub Jimmy Ryan’s, New York City. Fotografie von William P. Gottlieb, ca. Juli 1947

Charles Victor „Charlie“ bzw. „Chuck“ Traeger (* 17. Dezember 1925 in New York City; † 9. November 2016 in Port Jervis (New York)) war ein US-amerikanischer Jazzmusiker (Kontrabass), der auch als Autor über den Musikinstrumentenbau hervorgetreten ist.

## Leben und Wirken
Traeger spielte ab Mitte der 1940er-Jahre u. a. in New York mit Sidney Bechet, Bunk  Johnson/Matt Carey (1947), Sidney De Paris, Freddie Moore, Eddie Barefield, Sammy Price Art Hodes und Louis Armstrong; erste Plattenaufnahmen entstanden 1945. In den 1950er Jahren war er Mitglied bei Bob Wilbers Wildcats, bevor er seine Ausbildung fortsetzte. 1959 erwarb er den Bachelor im Bauingenieurwesen an der Columbia School of Engineering. Zehn Jahre später eröffnete Traeger seinen ersten Instrumenten-Reparaturbetrieb und spezialisierte sich dann auf den Bau und die Restauration von Kontrabässen; 1977 hatte er ein Geschäft im Greenwich Village. Daneben betätigte er sich bis 1995 als Musiker und verfasste dann als Autor drei Bücher über die Möglichkeiten, den Klang beim Kontrabass technisch zu verbessern.

## Schriften
- Setup and Repair of the Double Bass for Optimum Sound 2004
- Coda to the Coda to The Setup & Repair of the Double Bass for Optimum Sound 2009
- String Instrument Setups: 10 Setups That Will Make Your Instrument Louder, Better, and Easier to Play, 2017